# Episodi di Venerdì 13 (seconda stagione)
La seconda stagione della serie televisiva Venerdì 13 è stata trasmessa in anteprima negli Stati Uniti d'America dalla Fox tra il 26 settembre 1988 e il 12 giugno 1989.
| nº | Titolo originale                     | Titolo italiano | Prima TV USA      | Prima TV Italia |
| -- | ------------------------------------ | --------------- | ----------------- | --------------- |
| 1  | Doorway to Hell                      |                 | 26 settembre 1988 |                 |
| 2  | The Voodoo Mambo                     |                 | 3 ottobre 1988    |                 |
| 3  | And Now the News                     |                 | 10 ottobre 1988   |                 |
| 4  | Tails I Live, Heads You Die          |                 | 17 ottobre 1988   |                 |
| 5  | Symphony in B-Sharp                  |                 | 31 ottobre 1988   |                 |
| 6  | Master of Disguise                   |                 | 7 novembre 1988   |                 |
| 7  | Wax Magic                            |                 | 14 novembre 1988  |                 |
| 8  | Read My Lips                         |                 | 21 novembre 1988  |                 |
| 9  | 13 O'Clock                           |                 | 2 gennaio 1989    |                 |
| 10 | Night Hunger                         |                 | 9 gennaio 1989    |                 |
| 11 | The Sweetest Sting                   |                 | 16 gennaio 1989   |                 |
| 12 | The Playhouse                        |                 | 23 gennaio 1989   |                 |
| 13 | Eye of Death                         |                 | 30 gennaio 1989   |                 |
| 14 | Face of Evil                         |                 | 6 febbraio 1989   |                 |
| 15 | Better Off Dead                      |                 | 13 febbraio 1989  |                 |
| 16 | Scarlet Cinema                       |                 | 20 febbraio 1989  |                 |
| 17 | The Mephisto Ring                    |                 | 10 aprile 1989    |                 |
| 18 | A Friend to the End                  |                 | 17 aprile 1989    |                 |
| 19 | The Butcher                          |                 | 24 aprile 1989    |                 |
| 20 | The Secret Agenda of Mesmer's Bauble |                 | 1º maggio 1989    |                 |
| 21 | Wedding in Black                     |                 | 8 maggio 1989     |                 |
| 22 | Wedding Bell Blues                   |                 | 15 maggio 1989    |                 |
| 23 | The Maestro                          |                 | 22 maggio 1989    |                 |
| 24 | The Shaman's Apprentice              |                 | 29 maggio 1989    |                 |
| 25 | The Prisoner                         |                 | 5 giugno 1989     |                 |
| 26 | Coven of Darkness                    |                 | 12 giugno 1989    |                 |